# Hôtel de préfecture des Bouches-du-Rhône
L'hôtel de préfecture des Bouches-du-Rhône est l'édifice abritant la préfecture du département des Bouches-du-Rhône. Construit de 1862 à 1866, il est situé au no 2 boulevard Paul-Peytral à Marseille, chef-lieu du département.

## Situation
L’hôtel de la préfecture des Bouches-du-Rhône se présente sous la forme d’un parallélogramme de 90 mètres de longueur sur 80 mètres de profondeur. La façade principale, située au nord, donne sur la place de la Préfecture, dans le prolongement de la rue Saint-Ferréol ; à l'est se trouve un jardin en bordure de la rue de Rome ; la partie sud longe la rue Sylvabelle tandis que l’entrée du public est située à l’ouest sur la rue Edmond-Rostand. 
Le bâtiment a été inscrit aux Monuments historiques par arrêté du 27 juillet 1979.

## Historique
Charlemagne Émile de Maupas (1818-1888), sénateur et préfet des Bouches-du-Rhône de 1860 à 1866, s’estimant mal logé dans l’hôtel Roux de Corse (l'actuel lycée Montgrand), décide la construction d’un monument somptueux digne de son rang. Il en confie la réalisation à l’architecte départemental Auguste Martin (1818-1877) et fait approuver le projet et son financement par le conseil général réuni en session extraordinaire le 7 janvier 1861.

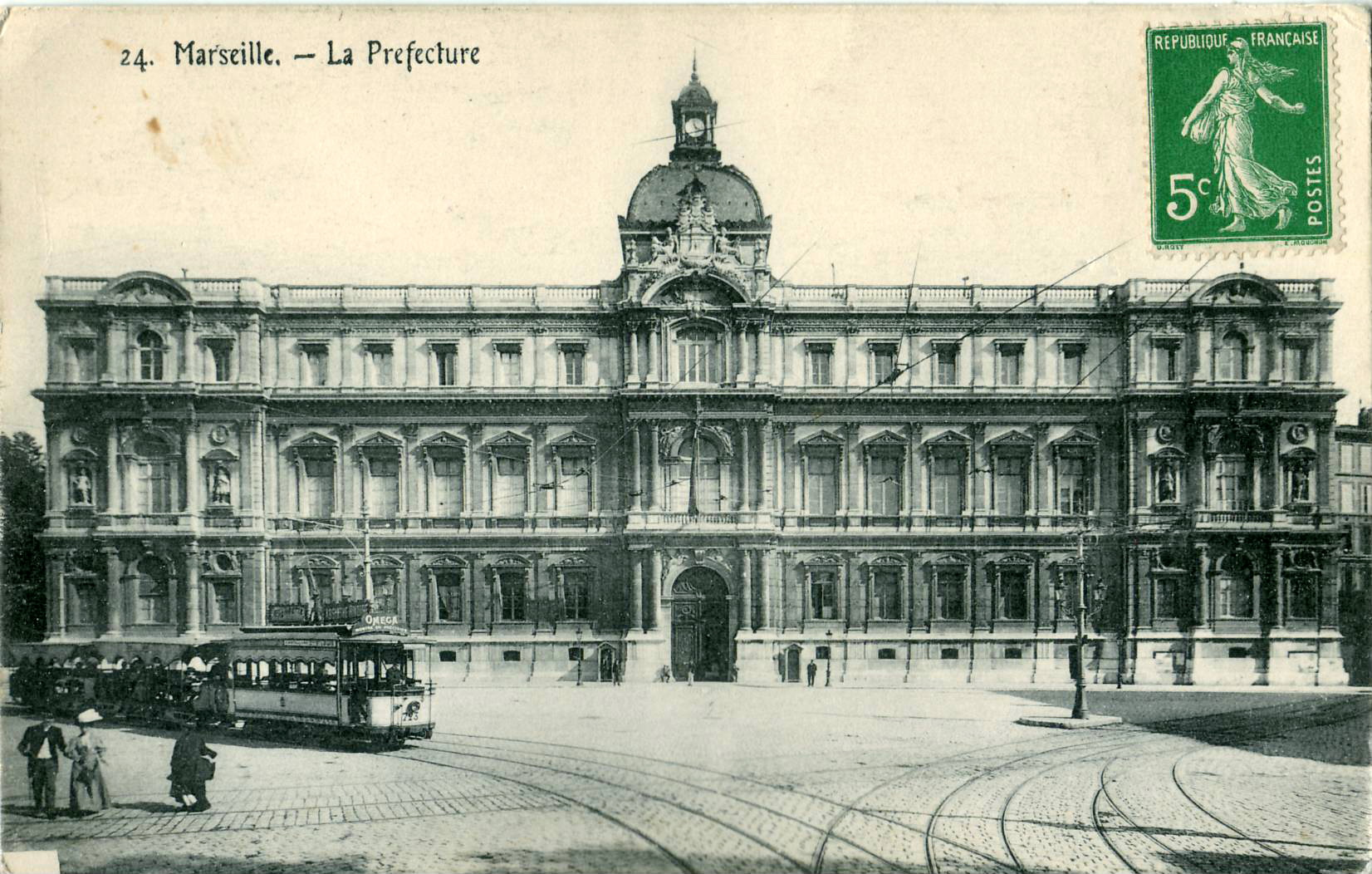
La préfecture, dans les années 1900, longée par les voies de l'ancien tramway.

En novembre 1861, les terrains sont achetés et les immeubles rasés. L’emplacement choisi se trouvant sur le tracé des anciens fossés et remparts réalisés en 1669 par Nicolas Arnoul sur ordre de Louis XIV, il faut créer des fondations spéciales à cause de l’instabilité du sol. Cet inconvénient se manifeste également lors de la réalisation du parc de stationnement souterrain de la préfecture : il faut interrompre les travaux de creusement pour réaliser des injections de béton car la façade principale du bâtiment de la préfecture est alors déstabilisée.

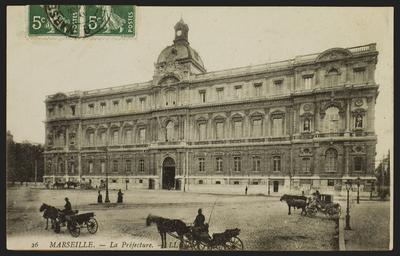
La préfecture au début du XXe siècle

La première pierre est posée le 18 septembre 1862 et les travaux de construction commencent à un rythme soutenu. Par suite de mésentente avec le préfet Maupas et à cause des dépassements des devis initiaux, l’architecte Auguste Martin (1818-1877) démissionne le 8 novembre 1864 et est remplacé par François-Joseph Nolau (1804-1883), architecte parisien qui avait une grande expérience pour les décors intérieurs. 
Les travaux sont terminés fin 1866. Le préfet Maupas prend possession de son palais préfectoral en décembre 1866, mais il est relevé de ses fonctions par un décret de l’Empereur fin décembre 1866. Cela ne l’empêche pas de procéder à l’inauguration qui eut lieu le 1er janvier 1867.

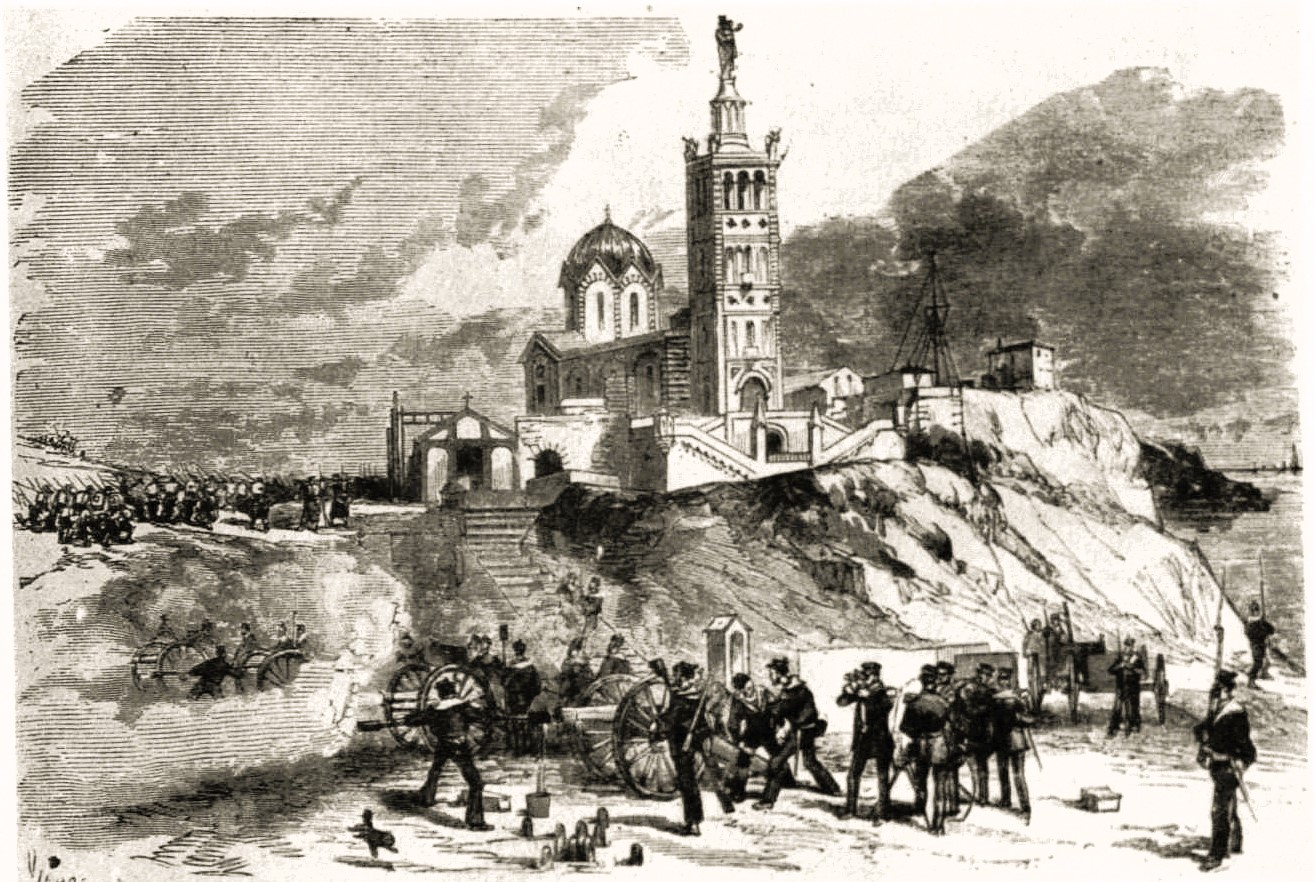
L'armée bombardant la préfecture depuis Notre-Dame-de-la-Garde, surnommée « Notre-Dame-de-la-Bombarde », les 4 et, dernier épisode de la Commune de Marseille.

Pendant la Commune de Marseille, les insurgés s'empare de la préfecture sans effusion de sang le 22 mars 1871. Le Préfet est fait prisonnier et la commission départementale prend sa place ; elle comprend 12 membres : des Radicaux (Job et Étienne), des membres de l'Internationale (Alérini), de la Garde nationale (Bouchet, Cartoux), et trois délégués du Conseil municipal. L'insurrection victorieuse, Gaston Crémieux déclare du haut du balcon de l'Hôtel départemental la solidarité de Marseille avec la Commune de Paris, et appelle la population à maintenir l'ordre. Afin d'éviter qu'elle organise des élections et gagne ainsi une véritable légitimité démocratique, le général versaillais Henri Espivent de La Villesboisnet déclare le Commune révolutionnaire de Marseille hors la loi. Puis, le 3 avril, il fait marcher ses troupes (de 6 000 à 7 000 hommes) contre la ville. La lutte s'engage le lendemain. Après avoir fait tomber les barricades, l'armée vise la préfecture où se sont retranchés les défenseurs de l'insurrection. Le 4 avril 1871 vers midi, Espivent fait bombarder la cité depuis Notre-Dame-de-la-Garde (ce qui lui vaut le surnom de « Notre-Dame de la Bombarde ») ; après avoir reçu plus de 280 obus, la préfecture tombe le 5 avril à 7 heures du matin, après dix heures de combats acharnés.

## Description du bâtiment
Les fenêtres du rez-de-chaussée sont à fronton circulaire, celles du premier étage à fronton triangulaire tandis que celles de l’étage supérieur sont rectangulaires.
La façade principale est ornée de quatre statues sculptées par Eugène-Louis Lequesne, le réalisateur de la Vierge de Notre-Dame-de-la-Garde, représentant à gauche Jean V de Pontevès et Vendôme et à droite Jean-Étienne-Marie Portalis et l’intendant Lebret. Sur cette façade au-dessus de la porte principale, se trouvait une statue équestre de Napoléon III qui avait été réalisée par Eugène Guillaume et qui fut détruite en 1870.
La façade est donnant sur le jardin et la rue de Rome est également décorée de quatre statues réalisées par Pierre Travaux (1822-1869) représentant à gauche Mgr de Belsunce et le chevalier Roze, à droite le Roi René et Palamède de Forbin. La façade ouest ne possède que deux statues représentant l’empereur Constantin, sculpté par Charles Gumery, et Charles Barbaroux, réalisé par Stanislas Clastrier.
La cour intérieure est décorée de quatre statues de Jean Marcellin représentant Mirabeau, le bailli de Suffren, Pierre Puget et le duc de Villars.

## Accès
Le site est desservi par le métro de Marseille à la station Estrangin - Préfecture.